# قندرون سنمي
قندرون سنمي (الاسم العلمي:Chondrilla cymosa) هو نوع من النباتات يتبع جنس القندرون من الفصيلة النجمية.